# Însurăței

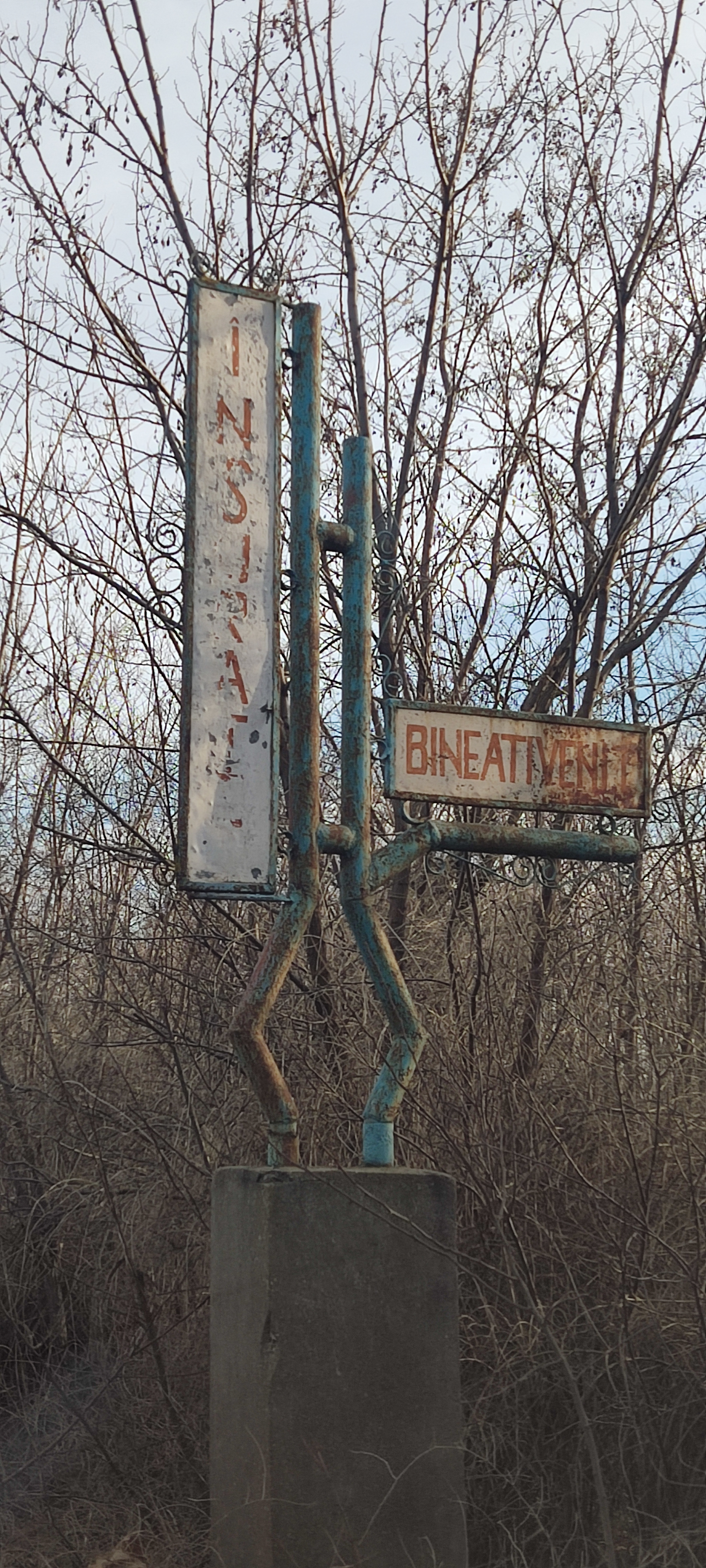
Indicator vechi intrare Insuratei

Însurăței (în trecut și Pârdăleni) este un oraș în județul Brăila, Muntenia, România, format din localitatea componentă Însurăței (reședința), și din satele Lacu Rezii, Măru Roșu și Valea Călmățuiului. Are o populație de 6.528 locuitori (2011). Orașul se află pe malul drept al râului Călmățui și este traversat de șoseaua DN21, ce leagă Brăila de Slobozia și Călărași.

## Așezare
Orașul se află în partea central-sudică a județului și este traversat de râul Călmățui și de șoseaua națională DN21, care leagă Brăila de Slobozia. La Însurăței, din acest drum se ramifică șoseaua județeană DJ203, care duce spre vest către Zăvoaia, Ulmu, Făurei, Jirlău și mai departe în județul Buzău către Bălăceanu, Ziduri și Valea Râmnicului,precum și șoseaua județeană DJ203R, care duce spre vest tot către Ulmu, trecând însă prin Cireșu.

## Demografie
Componența etnică a orașului Însurăței
     Români (85,74%)
     Romi (6,59%)
     Alte etnii (0,27%)
     Necunoscută (7,39%)
Componența confesională a orașului Însurăței
     Ortodocși (91,57%)
     Alte religii (0,9%)
     Necunoscută (7,53%)
Conform recensământului efectuat în 2021, populația orașului Însurăței se ridică la 5.870 de locuitori, în scădere față de recensământul anterior din 2011, când fuseseră înregistrați 6.528 de locuitori. Majoritatea locuitorilor sunt români (85,74%), cu o minoritate de romi (6,59%), iar pentru 7,39% nu se cunoaște apartenența etnică. Din punct de vedere confesional, majoritatea locuitorilor sunt ortodocși (91,57%), iar pentru 7,53% nu se cunoaște apartenența confesională.
|  | Graficele sunt indisponibile din cauza unor probleme tehnice. Mai multe informații se găsesc la Phabricator și la wiki-ul MediaWiki. |

Date: Recensăminte sau birourile de statistică - grafică realizată de Wikipedia

## Politică și administrație
Orașul Însurăței este administrat de un primar și un consiliu local compus din 15 consilieri. Primarul, Florentina Carșote[*], de la Partidul Social Democrat, este în funcție din 1 noiembrie 2024. Începând cu alegerile locale din 2024, consiliul local are următoarea componență pe partide politice:
|  | Partid                          | Consilieri | Componența Consiliului | Componența Consiliului | Componența Consiliului | Componența Consiliului | Componența Consiliului | Componența Consiliului | Componența Consiliului | Componența Consiliului | Componența Consiliului |
|  | ------------------------------- | ---------- | ---------------------- | ---------------------- | ---------------------- | ---------------------- | ---------------------- | ---------------------- | ---------------------- | ---------------------- | ---------------------- |
|  | Partidul Social Democrat        | 9          |                        |                        |                        |                        |                        |                        |                        |                        |                        |
|  | Partidul Național Liberal       | 2          |                        |                        |                        |                        |                        |                        |                        |                        |                        |
|  | Alianța pentru Unirea Românilor | 2          |                        |                        |                        |                        |                        |                        |                        |                        |                        |
|  | Alianța Dreapta Unită           | 2          |                        |                        |                        |                        |                        |                        |                        |                        |                        |

## Istorie
După cum arată și numele, localitatea principală care dă numele orașului este o creație a „însurățeilor”, împroprietăriți cu pământ aici după „legea însurățeilor” din 1878 pe locul fostului sat Pârdăleni. Au fost împroprietăriți atunci 508 locuitori, care au constituit nucleul inițial al orașului de astăzi. La sfârșitul secolului al XIX-lea, comuna Însurăței din plasa Balta, județul Brăila era formată din satele Însurăței și Caragica și avea 1822 de locuitori. Odată cu înființarea satului, aici s-au înființat o moară cu aburi, o școală de fete cu 28 de eleve și una de băieți cu 87 de elevi. Pe actualul teritoriu al orașului funcționa atunci și comuna Lacu Rezii, cu satele Lacu Rezii și Padina (Fântânelele), cu o populație totală de 886 de locuitori. În comuna Lacu Rezii funcționau o moară cu aburi, o școală de fete cu 5 eleve, o școală de băieți cu 60 de elevi și două biserici — una în Lacu Rezii fondată în 1740 de locuitori și alta în Padina, zidită în 1876 de proprietarul G. Petcu.
În 1925, comunele Însurăței și Lacu Rezii făceau parte din plasa Viziru și erau formate fiecare doar din satul de reședință. Însurăței avea 1922 de locuitori, iar Lacu Rezii — 300.

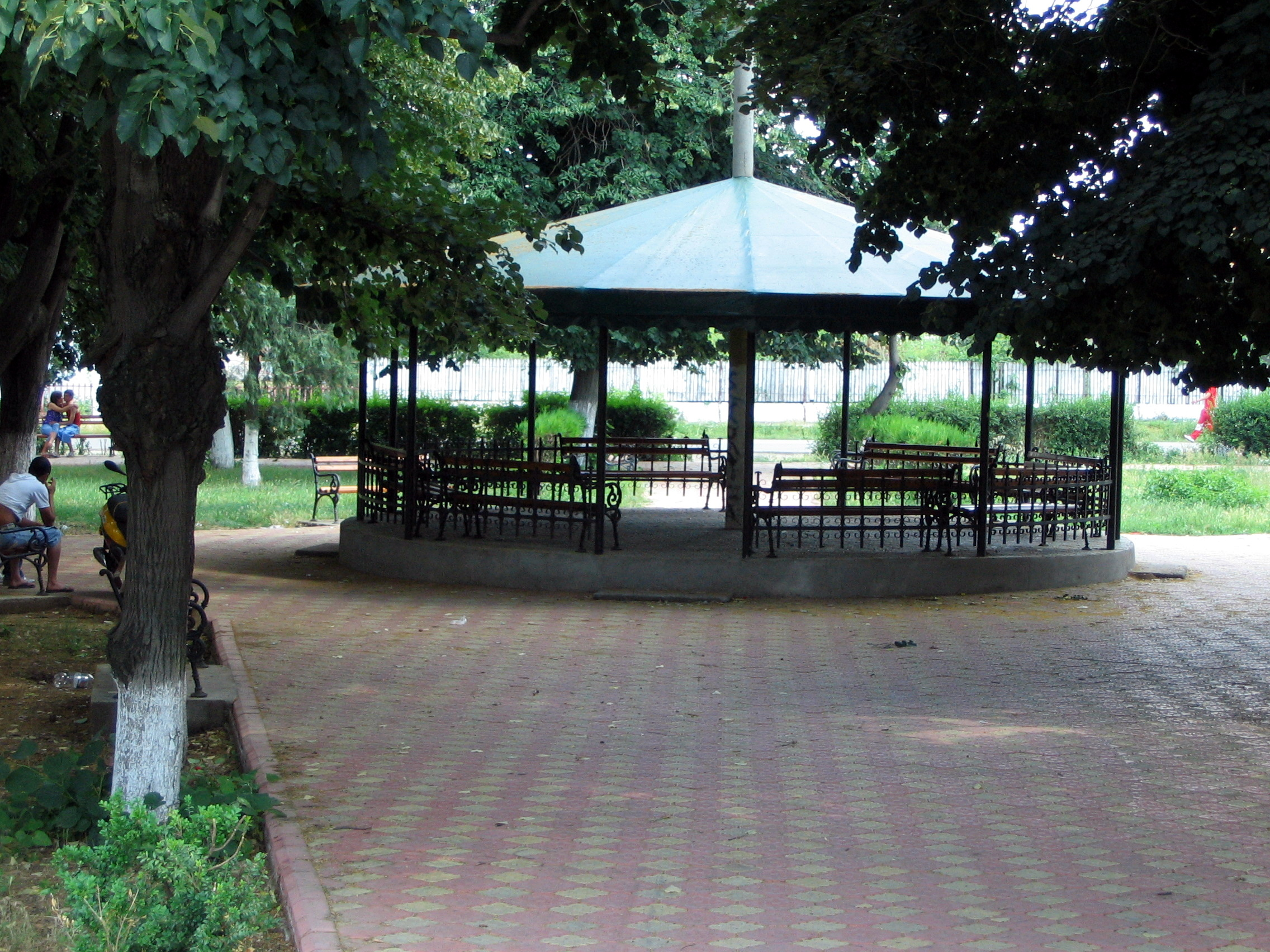
Foișor în parcul central din Însurăței

Cu timpul, satul Lacu Rezii a pierdut din importanță, iar comuna sa a fost desființată și inclusă în comuna Însurăței. În 1950, comuna Însurăței a fost reședința raionului Însurăței, care ulterior a fost inclus în raionul Brăila, ambele în cadrul regiunii Galați. În perioada comunistă, pe teritoriul actual al orașului Însurăței a apărut comuna Rubla, o comună specială în care au fost deportați opozanți ai regimului; aici au fost aduși oameni politici ca liderii țărăniști Corneliu Coposu și Ion Diaconescu. După o vreme, deportaților le-a fost permis să plece în satele și orașele lor, și foarte puțini locuitori au mai rămas. Satul a devenit parte a comunei Însurăței și, la începutul secolului al XXI-lea, în el mai rămăseseră foarte puțini locuitori. Acele așezări formează astăzi satul Valea Călmățuiului, împreună cu cartierul Dropia, aflat pe DN21 în dreptul cătunului Rubla.
În 1968, comuna Însurăței, în actuala componență, a redevenit parte din județul Brăila, reînființat. În 1989, a devenit oraș.

## Monumente istorice
Patru obiective din orașul Însurăței sunt incluse în lista monumentelor istorice din județul Brăila ca monumente de interes local. Unul este clasificat ca sit arheologic, fiind aflat în punctele „Popina I de la Rubla” și „Popina II de la Rubla”, la 7 km nord-vest de localitatea principală a orașului; el cuprinde două așezări neolitice atribuite culturii Boian (faza Giulești), două așezări eneolitice aparținând culturii Gumelnița fazele A1 și A2, o așezare geto-dacică din secolele al IV-lea–al III-lea î.e.n., niște morminte din epoca migrațiilor și o așezare medievală târzie, din secolele al XVII-lea–al XVIII-lea.
Un al doilea monument este clasificat ca monument de arhitectură — este vorba de biserica „Sfântul Nicolae” din centrul localității componente Lacu Rezii, biserică datând din secolul al XIX-lea. Alte două obiective sunt clasificate ca monumente memoriale sau funerare — crucea de piatră din secolul al XVIII-lea de pe movila „Păduchiosul” din fața fostului centru de vinificație; și alt grup de cruci de piatră din aceeași perioadă aflate în cimitirul din Lacu Rezii.

## Personalități născute aici
- Constantin Panaitiu (1888 - 19580, general;
- Gheorghe Moldoveanu (n. 1945), canotor;
- Mariana Gorczyca (n. 1956), scriitoare, jurnalistă;
- Marilena-Emilia Meiroșu (n. 1975), politician.